# Gin no senritsu, kioku no mizuoto.
Gin no senritsu, kioku no mizuoto. (jap. 銀の旋律、記憶の水音。) – piąty album studyjny japońskiej piosenkarki Yukari Tamury, wydany 19 kwietnia 2006. Utwór Daisy Blue został wykorzystany w rozpoczęciach programu radiowego Tamura Yukari no Kuro Usagi no Kobeya (jap. 田村ゆかりの黒うさぎの小部屋), a Yasashī yoru ni. w jego zakończeniach. Album osiągnął 15 pozycję w rankingu Oricon, sprzedał się w nakładzie 17 904 egzemplarzy.

## Lista utworów
| Nr  | Tytuł                                                   | Słowa         | Kompozycja       | Aranżacja         | Czas |
| --- | ------------------------------------------------------- | ------------- | ---------------- | ----------------- | ---- |
| 1.  | "Overture ～bloom～"                                    |               | Yukari Hashimoto | Yukari Hashimoto  |      |
| 2.  | "Daisy Blue" (jap. デイジー・ブルー Deijī Burū)         | Manami Fujino | Yukari Hashimoto | Yukari Hashimoto  |      |
| 3.  | "Air Shooter" (jap. エアシューター Ea Shūtā)            | marhy         | marhy            | Yukari Hashimoto  |      |
| 4.  | "Koi seyo onnanoko" (jap. 恋せよ女の子)                 | Miku Hazuki   | Kazuya Komatsu   | Kazuya Komatsu    |      |
| 5.  | "Yoimachi no hana" (jap. 宵待ちの花)                    | Kanade Kotowa | Hayato Tanaka    | Hayato Tanaka     |      |
| 6.  | "Interlude ～aqua～"                                    |               | Yūko Asai        | Yūko Asai         |      |
| 7.  | "Amazing Kiss"                                          | Mika Watanabe | Masatomo Ōta     | Masatomo Ōta      |      |
| 8.  | "Black cherry"                                          | Mika Watanabe | Shinji Tamura    | Yasunari Nakamura |      |
| 9.  | "Tsuki no Melody" (jap. 月のメロディー Tsuki no Merodī) | marhy         | Toshimichi Tsuge | Toshimichi Tsuge  |      |
| 10. | "Cursed Lily"                                           | Aki Hata      | Masatomo Ōta     | Masatomo Ōta      |      |
| 11. | "Interlude ～aria～"                                    |               | Yūko Asai        | Yūko Asai         |      |
| 12. | "POWDER RAINBOW"                                        | ucio          | Toshimichi Tsuge | Toshimichi Tsuge  |      |
| 13. | "Spiritual Garden"                                      | Yukiko Mitsui | Masatomo Ōta     | Masatomo Ōta      |      |
| 14. | "fancy baby doll"                                       | Yukiko Mitsui | Masatomo Ōta     | Masatomo Ōta      |      |
| 15. | "Yasashī yoru ni." (jap. 優しい夜に。)                  | Yukiko Mitsui | Masatomo Ōta     | Masatomo Ōta      |      |